# Halle (Holzminden)
Halle is een gemeente in de Duitse deelstaat Nedersaksen. De gemeente maakt deel uit van de Samtgemeinde Bodenwerder-Polle in het Landkreis Holzminden.
Halle telt 1.511 inwoners.
- Gemeinsame Normdatei: 7545096-3
- International Standard Name Identifier: 0000 0001 2301 5932
- Virtual International Authority File: 168121521

Arholzen · 
Bevern · 
Bodenwerder · 
Boffzen · 
Brevörde · 
Deensen · 
Delligsen · 
Derental · 
Dielmissen · 
Eimen · 
Eschershausen · 
Fürstenberg · 
Golmbach · 
Halle · 
Hehlen · 
Heinade · 
Heinsen · 
Heyen · 
Holenberg · 
Holzen · 
Holzminden · 
Kirchbrak · 
Lauenförde · 
Lenne · 
Lüerdissen · 
Negenborn · 
Ottenstein · 
Pegestorf · 
Polle · 
Stadtoldendorf · 
Vahlbruch · 
Wangelnstedt